# USS Rowan (DD-64)
USS Rowan (DD-64) – amerykański niszczyciel typu  Sampson. Był drugą jednostką United States Navy noszącą nazwę pochodzącą od wiceadmirała Stephena C. Rowana (1805–1890).
Stępkę okrętu położono w Fore River Shipbuilding Company w Quincy (Massachusetts) 10 maja 1915. Został zwodowany 23 marca 1916, matką chrzestną była pani Louise McL. Ayres, dalsza krewna admirała Rowana. Wszedł do służby w Bostonie 22 sierpnia 1916. Pierwszym dowódcą został Lieutenant William R. Purnell.
Po przejściu prób „Rowan” bazując w Naval Station Newport operował wzdłuż atlantyckiego wybrzeża USA w czasie jesieni 1916, następnie brał udział w zimowych ćwiczeniach na Karaibach i Zatoce Meksykańskiej. Gdy Stany Zjednoczone przystąpiły do I wojny światowej, okręt patrolował ujście York River. Następnie przeszedł remont w Nowym Jorku. 7 maja 1917 opuścił Boston i popłynął do Irlandii. Do Queenstown w Irlandii dotarł wraz z 7 Dywizjonem 27 maja.
Przez resztę wojny niszczyciel brał udział w patrolach przeciwpodwodnych i eskortował konwoje płynące do portów brytyjskich i francuskich. 28 maja 1918 dołączył do dwóch innych niszczycieli atakujących U-Boota. Zrzucił 14 bomb głębinowych, w rejonie ataku zaobserwowano ślady ropy.
„Rowan” opuścił Queenstown 26 grudnia 1918 i dotarł do Nowego Jorku 8 stycznia 1919. W lecie przeprowadził ćwiczenia w pobliżu wschodniego wybrzeża USA i na Karaibach. 29 sierpnia wszedł do Philadelphia Naval Shipyard i został umieszczony w ograniczonej służbie.
Otrzymał oznaczenie DD-64 w lecie 1920 w rezultacie obejmującej całą flotę akcji przyznawania symboli. „Rowan” podjął operację w składzie Floty Atlantyku w marcu 1921 i przeprowadzał je do marca 1922. Wrócił do Filadelfii i został wycofany ze służby 19 czerwca 1922. Pozostawał tam nieaktywny, zakotwiczony w pobliżu League Island, do czasu skreślenia z listy okrętów floty 7 stycznia 1936. Niszczyciel został sprzedany na złom 20 kwietnia 1939.